# Kościół Świętej Trójcy w Szanghaju
Kościół Świętej Trójcy (chiń. 圣三一堂; pinyin Shèng Sānyī táng) – kościół protestancki znajdujący się w Szanghaju.
Kościół został wzniesiony w latach 60. XIX wieku na potrzeby napływających po wojnach opiumowych do Chin cudzoziemców. Jego neogotycką bryłę zaprojektował słynny brytyjski architekt, sir George Gilbert Scott. Ukończony w 1869 roku, należy do najstarszych budowli w stylu zachodnim w Szanghaju. W 1893 roku do budynku kościoła dobudowana została wysoka na 50 metrów wieża zwieńczona iglicą. Świątynia szczyciła się założonymi w 1914 roku organami liczącymi ponad 2500 piszczałek oraz bogatymi witrażami. Ze względu na barwę cegieł, kościół zyskał sobie miano „czerwonej świątyni” (chiń. 红庙; pinyin hóng miào).
Przez ponad 80 lat świątynia służyła jako anglikańska katedra. W 1928 roku przy świątyni otwarta została szkoła dla chłopców. Jej uczniem był James Graham Ballard, który uwiecznił później katedrę na kartach swojej powieści Imperium słońca.
Po utworzeniu Chińskiej Republiki Ludowej, w latach 50. XX wieku świątynia została odebrana wspólnocie anglikańskiej i przekazana znajdującemu się pod kontrolą państwa jedynemu oficjalnemu kościołowi protestanckiemu, Patriotycznemu Ruchowi Potrójnej Autonomii. Szkołę parafialną zlikwidowano, a jej budynek przekazano policji. Po rozpoczęciu w 1966 roku rewolucji kulturalnej kościół został zamknięty i sprofanowany, zniszczono ławki i organy oraz wybito witraże. Strącona została także wieńcząca kościelną wieżę iglica. Przez następne lata budynek świątyni służył jako teatr i sala audiencyjna.
W 1989 roku zdewastowany budynek wpisano na listę zabytków, a w 2005 roku zwrócono go wspólnocie protestanckiej. Rok później rozpoczęto kompleksowy proces renowacji kościoła, który ma przywrócić świątyni dawny wygląd.